# کارل زیمرمن (ورزشکار تیراندازی)
کارل زیمرمن (۱۹ اکتبر ۱۸۹۴–۱ اوت ۱۹۸۶) ورزشکار رشته تیراندازی و سوئیسی بود که از سال ۱۹۲۱ تا ۱۹۴۷ موفق به کسب ۴۲ مدال از جمله ۱۹ طلا در مسابقات جهانی تیراندازی شد.

## زندگی‌نامه
او هرگز در بازی‌های المپیک شرکت نکرد.